# Katzow
Katzow (pol. hist. Kaczów) – miejscowość i gmina w Niemczech, wchodząca w skład Związku Gmin Lubmin w powiecie Vorpommern-Greifswald, w kraju związkowym Meklemburgia-Pomorze Przednie.

## Współpraca
- Esgrus, Szlezwik-Holsztyn[2]